# Кінематика
Кінема́тика (від грец. κινειν — рухатись) у фізиці — розділ механіки, що вивчає способи опису руху матеріальних тіл без урахування їхньої маси, сил, які діють на них і причин виникнення руху. Окрім класичної, або ньютонівської кінематики, виокремлюють також релятивістську кінематику, яка вивчає способи опису рухів зі швидкостями, близькими до швидкості світла (див. Теорія відносності). Рух об'єктів мікросвіту (атомів, атомних ядер, елементарних частинок) описують методами квантової механіки.

## Історична довідка
Тривалий час поняття про кінематику ґрунтувалися на працях давньогрецького мислителя Арістотеля (384—322 до н. е.), у яких стверджувалося, що швидкість падіння тіла є пропорційною до його ваги, а рух за відсутності сил неможливий. Наприкінці XVI ст. італійський учений Г. Галілей (1564—1642), вивчаючи вільне падіння (знамениті досліди на Пізанській вежі) й інерцію матеріальних тіл, довів хибність ідей Арістотеля. Він же увів поняття нерівномірного руху та прискорення матеріальної точки, сформулював закон інерції (принцип відносності), який стосується властивостей інерційних систем відліку. Італійський митець і вчений Леонардо да Вінчі (1452—1519) вивчав траєкторію тіл, кинутих під кутом до горизонту. Німецький астроном Й. Кеплер (1571—1630) відкрив три закони руху планет відносно Сонця. Помітний внесок у розвиток кінематики зробили французький філософ, математик і фізик Р. Декарт (1596—1650), який дослідив питання про розкладання довільного руху матеріальної точки на прості рухи у системі координат, запропонованій ним же, та нідерландський вчений Х.-Х. Гюйгенс (1596—1650), який розробив теорію коливань фізичного маятника. Французький фахівець у галузі механіки та математик П. Варіньйон (1654—1722), виступаючи перед Французькою академією наук 20 січня 1700 року, вперше увів поняття швидкості та прискорення у диференціальній формі. Подальшим досягненням у кінематиці слід вважати роботи швейцарського математика, фахівця у галузі механіки та фізики Л. Ейлера (1707—1783), який розробив основи кінематики абсолютно твердого тіла та сформулював рівняння, що описують рух тіла навколо нерухомої точки, поклавши початок, зокрема, теорії гіроскопів. У XVIII ст. французький фізик, математик і хімік А.-М. Ампер (1775—1836) першим використав варіаційне числення в кінематиці. Після створення спеціальної теорії відносності у 1905 А. Ейнштейном кінематика увійшла у новий етап розвитку в рамках релятивістської механіки.

## Простір і час
В релятивістській кінематиці довжини відрізків і проміжки часу між двома подіями можуть змінюватися при переході від однієї інерційної системи відліку до іншої. Відносною стає також одночасність. Класична кінематика є граничним випадком релятивістської кінематики Вихідними поняттями кінематики є поняття простору s часу. У релятивістській механіці замість окремих понять «простір» і «час» вводять поняття «простору-часу», у якому інваріант відносно перетворень Лоренца — величина інтервалу. Простір і час є фізичними об'єктами як і будь-які інші матеріальні тіла, але набагато важливішими та істотнішими. Досліджуючи закони руху матеріальних тіл, вивчають властивості простору-часу.
У ньютонівській механіці вважається, що геометричні властивості простору описуються геометрією Евкліда, а перебіг часу однаковий в усіх системах відліку. Тому розміри тіла не залежать від вибору системи відліку так само, як і інтервал часу між будь-якими двома подіями.

## Задачі кінематики
Залежно від властивостей досліджуваного матеріального тіла, що рухається, розрізняють кінематику:
- матеріальної точки (матеріальне тіло, розмірами якого можна знехтувати порівняно з характерними відстанями між тілами);
- абсолютно твердого тіла (тіло, відстань між двома будь-якими точками якого не змінюється, тобто воно не деформується),
- середовища, що деформується (пружно або пластично), та рідин і газів.

Основні задачі кінематики: визначення закону руху (положення матеріального тіла, що рухається, у будь-який момент часу) та знаходження кінематичних рівнянь руху — швидкості та прискорення з визначеними початковими умовами. Крім того, кінематика вивчає складні (складені) рухи матеріальної точки або абсолютно твердого тіла, тобто рухи, що здійснюються відносно декількох систем відліку, які взаємно переміщуються.
Залежно від того, чи будуть функції координат, швидкості та прискорення задані аналітично, чисельно (таблицями) або графічно, для вирішення задач кінематики застосовують аналітичні, чисельні або графічні методи. Математичний опис механічного руху в кінематиці здійснюють за допомогою методів геометрії, алгебри, диференціального та інтегрального числення, варіаційного числення, диференціальної геометрії тощо.

## Основні поняття
Протягом свого розвитку зміст механіки як вчення про рух матеріальних точок і абсолютно твердих тіл з швидкостями, набагато меншими за швидкість світла, значно розширився. Серед інших понять базовими поняттями сучасної кінематики є:
- ступінь вільності абсолютно твердого тіла або системи матеріальних точок (кількість незалежних параметрів — різних фізичних характеристик, зокрема координат, швидкостей, кутів, що однозначно визначають стан і положення абсолютно твердого тіла або системи матеріальних точок);
- механічний рух (зміна взаємного положення матеріальної точки, матеріального тіла або його частин у просторі відносно інших тіл з плином часу: наприклад, рух небесних тіл, рух літальних апаратів, рух машин і механізмів різного призначення, деформація елементів конструкцій і споруд, рух рідин і газів, коливальний рух матеріальних тіл, зокрема й коливання земної кори та водних мас під впливом Місяця тощо) — прямолінійний, криволінійний, обертальний, поступальний, рівноприскорений (рівносповільнений), нерівноприскорений, плоский тощо;
- кінематичні характеристики руху матеріальної точки:
  - траєкторія — безперервна лінія, яку описує точка при своєму русі,
  - швидкість — векторна величина, що характеризує швидкість переміщення і напрям руху матеріальної точки в просторі відносно обраної системи відліку,
  - прискорення — векторна величина, що показує, наскільки змінюється вектор швидкості точки при її русі за одиницю часу;
- тіло відліку (тіло відносно якого розглядається рух; механічний рух відносний — рух одного і того ж тіла відносно різних тіл виявляється різним);
- система відліку (утворюється тілом відліку або системою нерухомих один відносно інших тіл відліку, системою координат, що пов'язана з тілом відліку, та синхронізовані між собою годинниками, які можуть бути розташовані в будь-якій точці простору, пов'язаній із системою відліку) — рухома та нерухома, інерційна та неінерційна;
- система координат (спосіб визначення положення матеріальної точки за допомогою чисел або інших символів; введення відповідної системи координат означає введення системи домовленостей про спосіб надання «адреси» кожній точці системи відліку; кожна точка системи відліку має свою, відмінну від інших «адресу», а кожній «адресі» відповідає лише одна точка системи відліку; система координат є математичною абстракцією, а систему відліку утворюють реальні тіла).

## Кінематика матеріальної точки

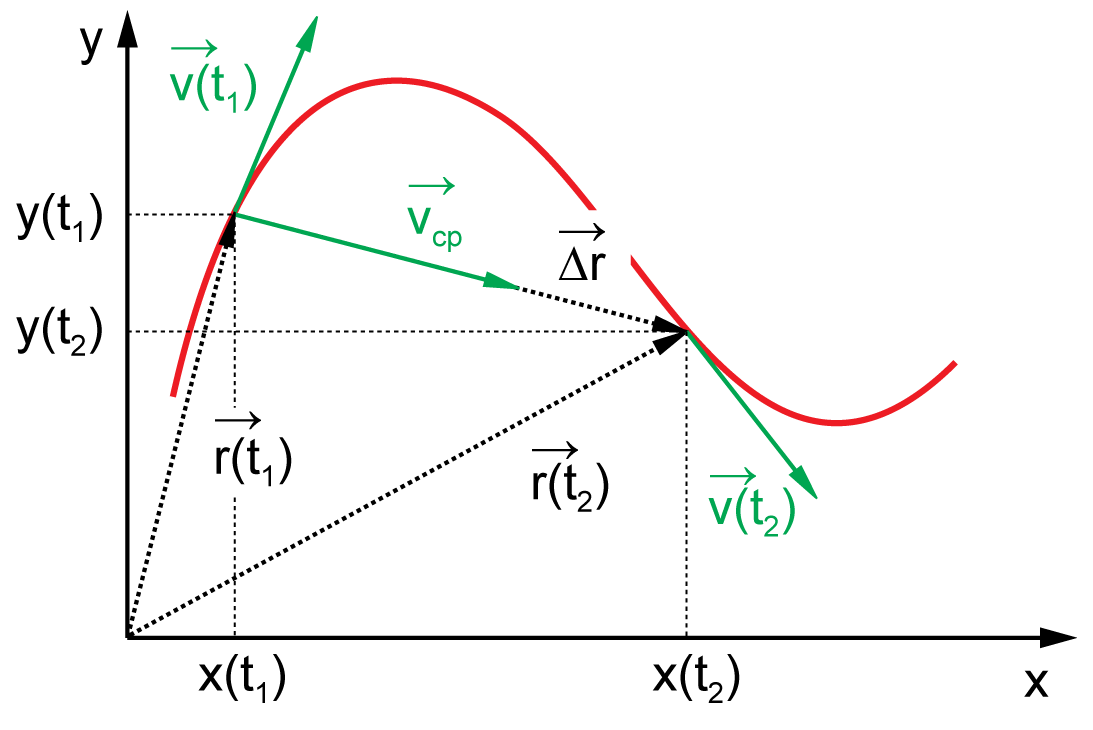
Радіус-вектори і вектор переміщення (чорні стрілки). Вектори середньої і миттєвих швидкостей (зелені стрілки). Траєкторія (червона лінія)

Рух точки вважається повністю заданим, якщо вказаний однозначний закон зміни у часі її просторових координат (декартових, циліндричних, сферичних тощо):
{\displaystyle q_{1}=q_{1}(t);q_{2}=q_{2}(t);q_{3}=q_{3}(t)}
Ці рівняння називають кінематичними рівняннями руху точки. Існують векторний, координатний і траєкторний (параметричний) способи опису руху матеріальної точки.
При векторному способі опису руху положення матеріальної точки у просторі відносно деякої заздалегідь фіксованої точки — початку координат задають радіус-вектором {\displaystyle {\vec {r}}}. При русі матеріальної точки з положення у момент часу t1 у положення в момент часу t2 її радіус-вектор змінюється у загальному вигляді як за модулем, так і за напрямком, тобто радіус-вектор {\displaystyle {\vec {r}}(t)} залежить від часу.
Геометричне місце кінців радіус-вектора, що описує положення матеріальної точки у просторі, називають траєкторією (фактично, це неперервна лінія, яку описує матеріальна точка при своєму русі у просторі). Рівняння траєкторії, наприклад, для плоского руху має вигляд y(x). Вектор переміщення {\displaystyle \Delta {\vec {r}}} характеризує переміщення радіус-вектора {\displaystyle {\vec {r}}} за час ∆t.
{\displaystyle \Delta {\vec {r}}(t_{2},t_{1})={\vec {r}}(t_{2})-{\vec {r}}(t_{1})}.
Відношення {\displaystyle {\frac {\Delta {\vec {r}}}{\Delta t}}} називають вектором середньої швидкості за час Δt, який збігається за напрямком з вектором {\displaystyle {\Delta {\vec {r}}}}. Миттєва швидкість матеріальної точки {\displaystyle {\vec {V}}={\frac {d{\vec {r}}}{dt}}} спрямована по дотичній до траєкторії у даній точці у бік руху матеріальної точки. Рух матеріальної точки характеризується також прискоренням: {\displaystyle {\vec {a}}={\frac {d{\vec {V}}}{dt}}}. Напрямок вектора {\displaystyle {\vec {a}}} збігається з напрямком вектора {\displaystyle d{\vec {V}}} — приростом вектора {\displaystyle {\vec {V}}} за час {\displaystyle \Delta t\to 0}.
Прямою задачею кінематики є знаходження швидкості {\displaystyle {\vec {V}}} та прискорення {\displaystyle {\vec {a}}} матеріальної точки у будь-який момент часу за відомою залежністю {\displaystyle {\vec {r}}(t)}. Зворотна задача кінематики полягає у знаходженні {\displaystyle {\vec {V}}} і {\displaystyle {\vec {r}}(t)} за відомою залежністю {\displaystyle {\vec {a}}}. Годографом вектора називають криву, яку описує кінець цього вектора з часом, якщо його початок весь час знаходиться в одній точці. Наприклад годографом радіуса-вектора є траєкторія матеріальної точки, годографом вектора швидкості — крива, дотична до якої визначає напрямок вектора прискорення в цій точці.
Рух матеріальної точки по колу описують залежністю {\displaystyle {\vec {\omega }}={\frac {d{\vec {p}}hi}{dt}}} та миттєве кутове прискорення {\displaystyle {\vec {\epsilon }}={\frac {d{\vec {\omega }}}{dt}}={\frac {d^{2}{\vec {\phi }}}{dt^{2}}}}. Лінійна та кутова швидкості матеріальної точки пов'язані між собою співвідношенням {\displaystyle {\vec {V}}={\vec {\omega }}\cdot {\vec {R}}}, де R — радіус-вектор, що проведений від центра кривини траєкторії до точки траєкторії, де розташована у даний момент часу матеріальна точка.
Координатний спосіб ґрунтується на тому, що матеріальну точку жорстко прив'язують до відповідної системи координат — декартової, циліндричної, сферичної тощо. Вибір тієї чи іншої системи координат визначається характером або симетрією задачі, а також намаганням спростити розв'язок задачі. Для декартової системи координат положення матеріал. точки у просторі задається координатами x, y, z. Знаючи закон руху матеріальної] точки x=x(t); y=y(t); z=z(t), можна знайти проєкції вектора {\displaystyle {\vec {V}}} швидкості на осі координат: {\displaystyle V_{x}={\frac {dx}{dt}};V_{y}={\frac {dy}{dt}};V_{z}={\frac {dz}{dt}}}. Модуль вектора швидкості:
{\displaystyle |{\vec {V}}|={\sqrt {V_{x}^{2}+V_{y}^{2}+V_{z}^{2}}}}.
Напрямок вектора {\displaystyle {\vec {V}}} задається напрямними косинусами за формулами {\displaystyle \cos \alpha ={\frac {V_{x}}{V}};cos\beta ={\frac {V_{y}}{V}};cos\gamma ={\frac {V_{z}}{V}}}, де α, β, γ — кути між вектором {\displaystyle {\vec {V}}} та координатними осями x, y, z.
Шлях, пройдений матеріальною точкою, швидкість якої змінюється із часом за законом V(t), за проміжок часу від t1 до t1, дорівнює
{\displaystyle S=\int _{t_{1}}^{t_{2}}V(t)dt}.
Проєкції прискорення матеріальної точки на осі x, y, z {\displaystyle a_{x}={\frac {dV_{x}}{dt}}={\frac {d^{2}x}{dt^{2}}};a_{y}={\frac {dV_{y}}{dt}}={\frac {d^{2}y}{dt^{2}}};a_{z}={\frac {dV_{z}}{dt}}={\frac {d^{2}z}{dt^{2}}}}.
Опис руху за допомогою параметрів траєкторії (параметричний спосіб) застосовують тоді, коли траєкторія матеріальної точки відома. Положення матеріальної точки визначають дуговою координатою l — відстанню вздовж траєкторії від обраного початку відліку O. При цьому довільно обирають додатковий напрямок відліку координати l. Закон руху матеріальної точки заданий залежністю l(t). Одиничний вектор {\displaystyle {\vec {\tau }}}, дотичний до траєкторії у довільній точці, збігається з напрямом вектора швидкості {\displaystyle {\vec {V}}}. Вектор {\displaystyle {\vec {\tau }}} — змінний вектор, він залежить від координати l. Тоді {\displaystyle {\vec {V}}=V_{\tau }\cdot {\vec {\tau }}}, де {\displaystyle V_{\tau }={\frac {dl}{dt}}} — проєкція вектора {\displaystyle {\vec {V}}} на напрямок вектора {\displaystyle {\vec {\tau }}}. Прискорення матеріальної точки
{\displaystyle {\vec {a}}={\frac {dV_{\tau }}{dt}}{\vec {\tau }}+{\frac {V^{2}}{\rho }}{\vec {n}}},
де ρ — радіус кривини траєкторії в даній точці: {\displaystyle \rho =|{\frac {dl}{d{\vec {\tau }}}}|}, причому при {\displaystyle dl\to 0} виконується умова {\displaystyle d{\vec {\tau }}\perp {\vec {\tau }}};
{\displaystyle {\vec {n}}} — одиничний вектор нормалі до траєкторії, направлений до центра кривини: {\displaystyle {\frac {d{\vec {\tau }}}{dl}}={\frac {\vec {n}}{\rho }}}.
Модуль повного прискорення матеріальної точки
{\displaystyle a={\sqrt {a_{\tau }^{2}+a_{n}^{2}}}={\sqrt {\left({\frac {dV}{dt}}\right)^{2}+\left({\frac {V^{2}}{\rho }}\right)^{2}}}},
де {\displaystyle a_{n},a_{\tau }} — нормальна та тангенціальна компоненти прискорення.

## Рух абсолютно твердого тіла
Найпростішими видами руху абсолютно твердого тіла є поступальний рух і обертальний рух навколо нерухомої (закріпленої) осі. При поступальному русі усі точки абсолютно твердого тіла рухаються однаково та для задання його руху достатньо задати рух будь-якої однієї його точки. Отже, поступальний рух абсолютно твердого тіла задається так само як і рух матеріальної точки. При обертальному русі навколо нерухомої осі тіло має одну ступінь вільності, його положення визначається кутом повороту φ і закон цього руху задається рівнянням φ(t). Кінематичні характеристики руху — кутові швидкість {\displaystyle {\vec {\omega }}} і прискорення {\displaystyle {\vec {\epsilon }}} тіла. Складнішим випадком обертального руху є рух абсолютно твердого тіла, коли воно закріплене в одній точці (сферичний рух). Прикладом такого руху може служити рух гіроскопа. У цьому випадку тіло має 3 ступені вільності. Рух тіла біля нерухомої точки складається із елементарних поворотів навколо миттєвих осей обертання, що проходять через цю точку. Основні кінематичні характеристики руху: вектор миттєвої кутової швидкості, спрямований по миттєвій осі обертання, і вектор миттєвого кутового прискорення, спрямованого паралельно дотичній до кривої, описуваної кінцем вектора {\displaystyle {\vec {\omega }}}. У загальному випадку вільне абсолютне тверде тіло має 6 ступенів вільності, а його рух описується 6-ма рівняннями у вигляді перших похідних по часу від координат xc, xc, xc полюса будь якої точки С тіла (зазвичай, центра мас тіла) та від кутів Ейлера, що визначають положення тіла відносно до осей, які переміщуються поступально разом з точкою С. Рух вільного абсолютно твердого тіла складається з поступального руху тіла разом з полюсом С і елементарних поворотів навколо миттєвих осей обертання, що проходять через цей полюс. Кінематичними характеристиками руху служать поступальна швидкість і поступальне прискорення, рівні швидкості і прискоренню полюса, а також миттєва кутова швидкість і миттєве кутове прискорення руху тіла навколо полюса.

## Складний рух
Складний рух матеріальної точки або тіла — такий рух матеріального об'єкту, при якому він одночасно рухається відносно якоїсь системи відліку, а та, у свою чергу, рухається відносно іншої системи відліку. При цьому розглядається питання про взаємозв'язок параметрів рухів матеріальної точки або тіла у цих двох системах відліку.

Матеріальна точка у двох системах відліку.

Зазвичай обирають одну із систем відліку за базову («абсолютну», «лабораторну», «нерухому», «систему відліку нерухомого спостерігача», «першу», «нештриховану» тощо), іншу називають «рухомою» («системою відліку рухомого спостерігача», «штрихованою», «другою») та вводять таку термінологію:
- абсолютний рух — це рух матеріальної точки/тіла у базовій системі відліку. У цій системі відліку радіус-вектор точки будемо позначати {\displaystyle {\vec {r}}(t)}, а її швидкість — {\displaystyle {\vec {V}}_{r}(t)};
- відносний рух — це рух матеріальної точки/тіла відносно рухомої системи відліку. У цій системі відліку радіус-вектор точки — {\displaystyle {\vec {r'}}(t)}, швидкість точки — {\displaystyle {\vec {V}}_{r'}(t)};
- переносний рух — це рух рухомої системи відліку та усіх постійно зв'язаних з нею точок простору[2] відносно базової системи відліку. Переносний рух матеріальної точки — це рух тієї точки рухомої системи відліку, у якій в даний момент часу знаходиться ця матеріальна точка. Радіус-вектор початку системи координат рухомої системи відліку — {\displaystyle {\vec {R}}(t)}, його швидкість — {\displaystyle {\vec {V}}_{R}(t)}, кутова швидкість обертання рухомої системи відліку відносно базової — {\displaystyle {\vec {\omega }}_{R}(t)}. Якщо ця кутова швидкість дорівнює нулю, то мова йтиме про поступальний рух рухомої системи відліку.

Переносна швидкість {\displaystyle {\vec {V}}_{e}(t)} — це швидкість у базовій системі відліку довільної точки, зафіксованої відносно рухомої системи відліку, обумовлена рухом цієї рухомої системи відліку відносно базової. Наприклад, це швидкість тієї точки рухомої системи відліку, у якій в даний момент часу перебуває матеріальна точка. Переносна швидкість {\displaystyle {\vec {V}}_{e}(t)} дорівнює {\displaystyle {\vec {V}}_{R}(t)={\frac {d{\vec {R}}}{dt}}} лише у тих випадках, коли рухома система відліку рухається поступально.
Вводяться також поняття відповідних прискорень {\displaystyle {\vec {a}}_{r}(t)}, {\displaystyle {\vec {a}}_{r'}(t)}, {\displaystyle {\vec {a}}_{R}(t)}, {\displaystyle {\vec {\varepsilon }}_{R}(t).} та {\displaystyle {\vec {a}}_{e}(t)}.
Вибір абсолютної та відносної системи відліку є умовним. Він залежить від постановки задачі і підпорядкований основній меті — максимальному спрощенню її розв'язання.
З точки зору лише чистої кінематики (тобто, задачі перерахування кінематичних величин — координат, швидкостей, прискорень — від однієї системи відліку до іншої) не має значення, чи є якась із систем відліку інерційною чи ні; це ніяк не позначається на формулах перетворення кінематичних величин при переході від однієї системи відліку до іншої (тобто ці формули можна застосовувати і для переходу від однієї довільної обертової неінерційної системи відліку до іншої).
Для твердого тіла, коли всі складові (тобто відносні та переносні) руху є поступальними, абсолютний рух також є поступальним зі швидкістю, що дорівнює геометричній сумі швидкостей складових рухів. Якщо складові руху тіла є обертальними навколо осей, що перетинаються в одній точці (як, наприклад, у гіроскопа), то результуючий рух також є обертальним навколо цієї точки з миттєвою кутовою швидкістю, рівною геометричній сумі кутових швидкостей складових рухів. У загальному випадку рух буде складатися з серії миттєвих гвинтових рухів.

## Кінематика рідини
Кінематика рідини — розділ гідроаеромеханіки, який вивчає лише геометричний бік руху рідини, незалежно від того, розглядається в'язка чи нев'язка рідина. Кінематика рідини базується на властивості неперервності течії рідини, з якої випливає неперервність зміни кінематичних параметрів (швидкостей, прискорень). Тобто швидкість рідини передбачається неперервною функцією від координат, а отже такою, яку можна диференціювати. При дослідженні кінематики рідини її об'єм представляють складеним із великої кількості частинок рідини. Існують два основних методи досліджень кінематики рідини: метод Лаґранжа і метод Ейлера. Найпоширенішим є метод Ейлера, за яким розглядається поле швидкостей у різних точках течії.

## Роль кінематики у сучасності
Нині результати досліджень в кінематиці використовують як допоміжні при розв'язуванні задач динаміки. Кінематика стала основою для створення багатьох прикладних напрямів: гідромеханіки, Механіка деформівного твердого тіла, теорії коливань, гіроскопії, теорії автоматичного керування, теорії польоту, навігації та ін. Крім того, методи кінематики мають важливе значення при розрахунках передач складних рухів у різноманітних механізмах і машинах, при розрахунках у небесній механіці тощо. Розділ геоморфології — кінематика рельєфу — вивчає зміну взаємного положення точок земної поверхні в часі та русі, але незалежно від сил. Поширюються методи прямої кінематики та інверсну кінематику, які пов'язані з «плануванням руху» в розробках робототехніки, тривимірної графіки, анімації комп'ютерних ігор тощо.
Помітний внесок у розвиток кінематики, як і механіки в цілому, зробили українську вчені Д. Ґраве, О. Динник, Г. Савін, С. Тимошенко, А. Коваленко, М. Кільчевський, Г. Писаренко.
Питаннями кінематики займаються на кафедрах низки вищих закладів освіти України та в інститутах НАНУ: Механіки, Проблем міцності, Гідромеханіки (усі — Київ), Фізико-механічному, Прикладних проблем механіки і математики (обидва — Львів), Прикладних математики і механіки (Донецьк, Слов'янськ), Геотехнічної механіки (Дніпро).
Серед українських наукових журналів, в яких друкують праці з різних питань, пов'язаних з кінематикою, — «Кинематика и физика небесных тел», «Технічна механіка», «Прикладная механика», «Механика твердого тела».